# Lophorrhachia oeorrhoda
Lophorrhachia oeorrhoda är en fjärilsart som beskrevs av Louis Beethoven Prout 1938. Lophorrhachia oeorrhoda ingår i släktet Lophorrhachia och familjen mätare. Inga underarter finns listade i Catalogue of Life.